# 歐洲栗
歐洲栗（學名：Castanea sativa），又稱西洋栗、甜栗、甘栗，屬於被子植物中的山毛櫸科。原產於歐洲東南部與小亞細亞，現已廣泛種植於歐洲各地。歐洲栗的果樹耐寒且長壽，它的果實「栗子」則常被用作食材。

欧洲栗中最粗的一棵即“百骑大栗树”，位于意大利西西里岛埃特纳火山，也是最粗的树木及植物之一。它是欧洲的乡土树种，非洲北部和亚洲西部也有分布。

## 圖片集

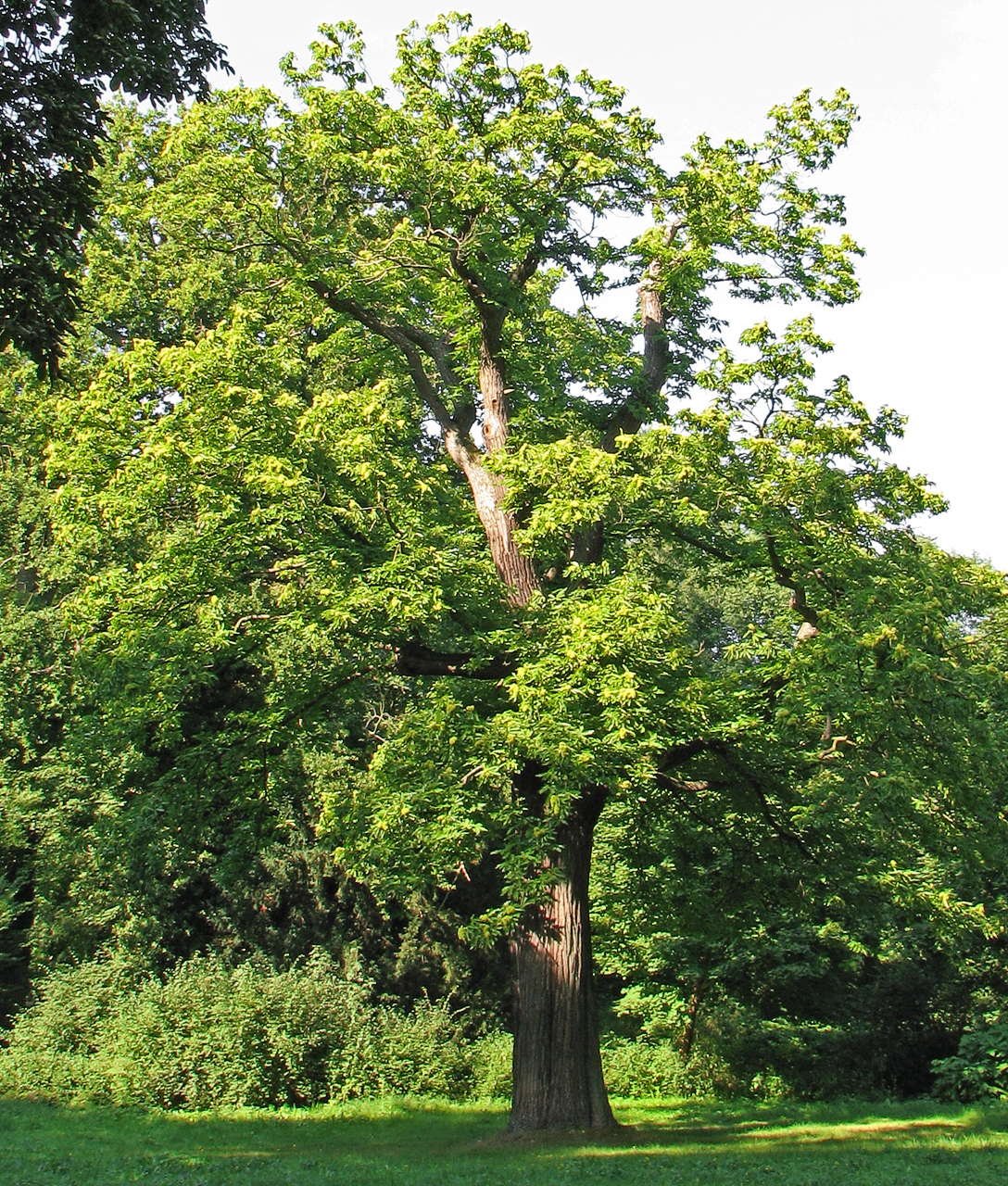
植株
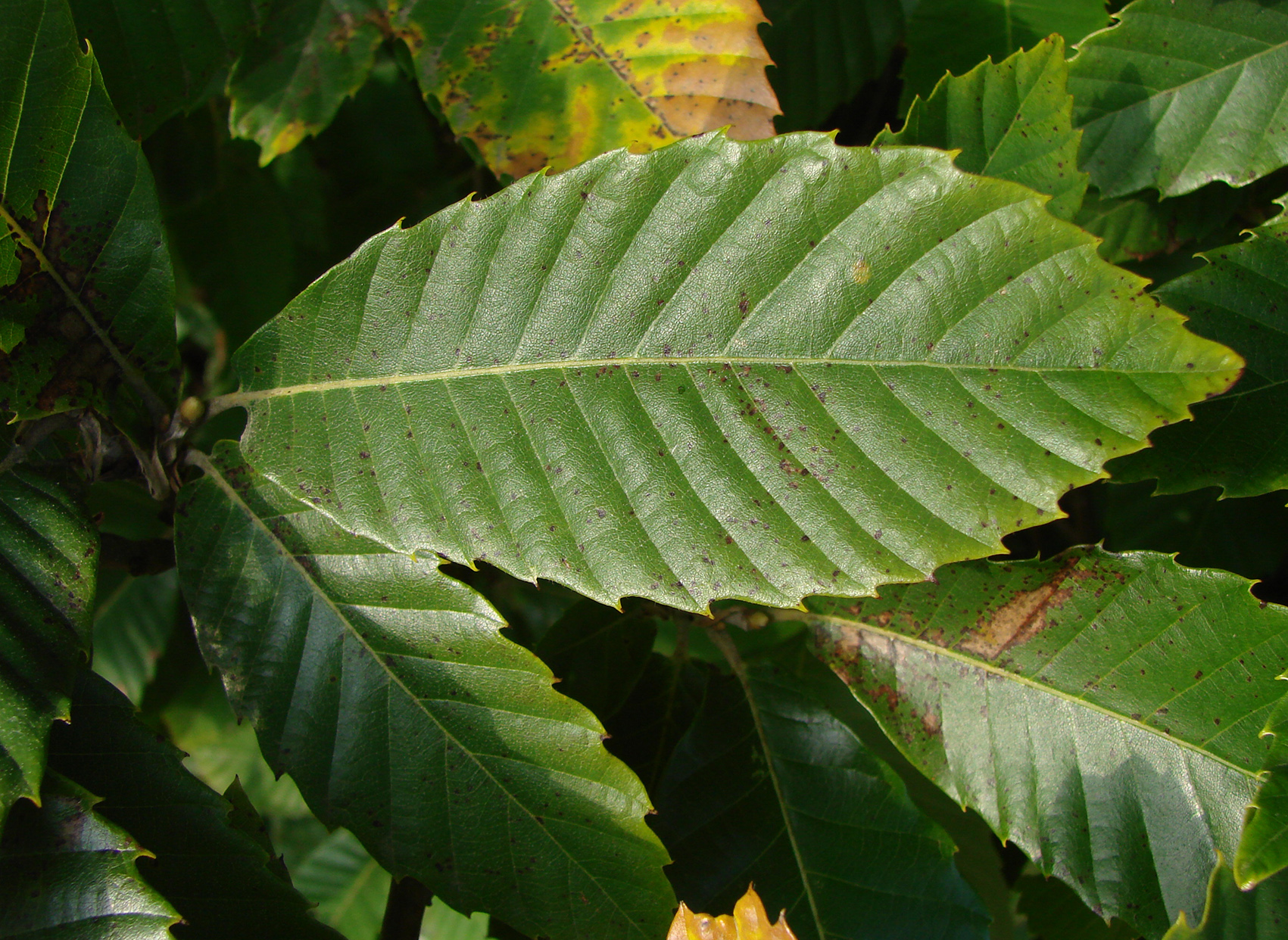
葉
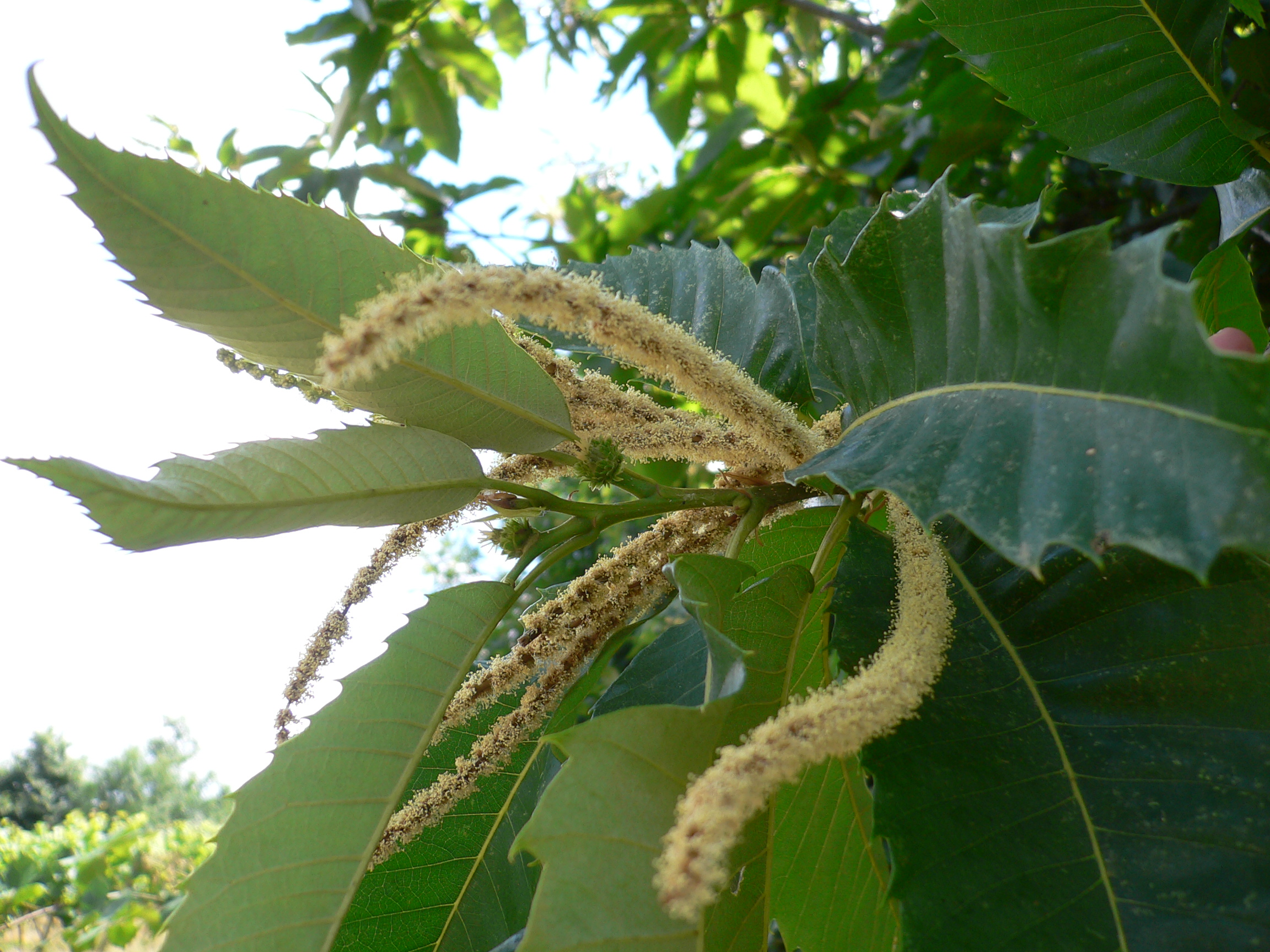
雄花序
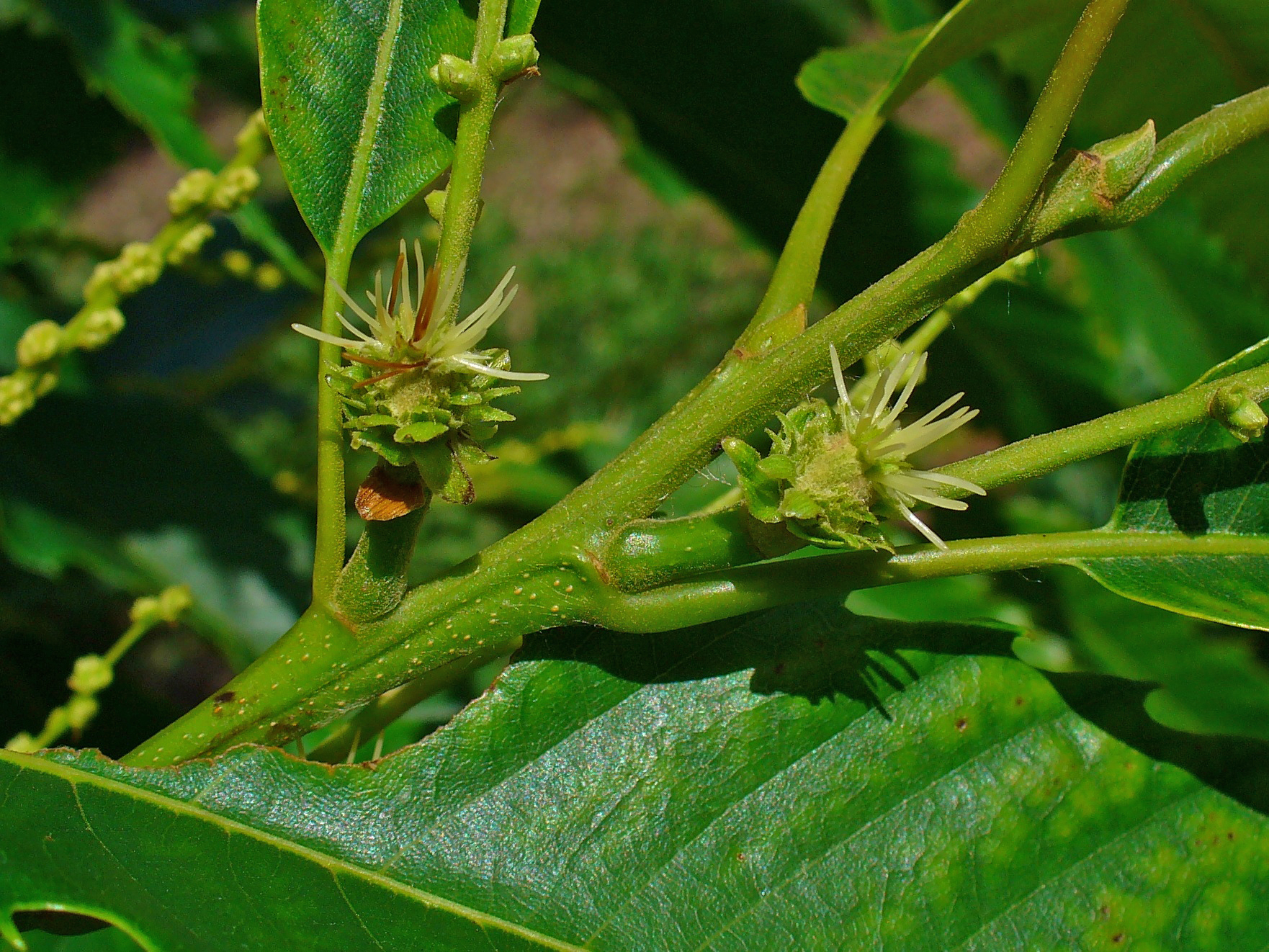
雌花序
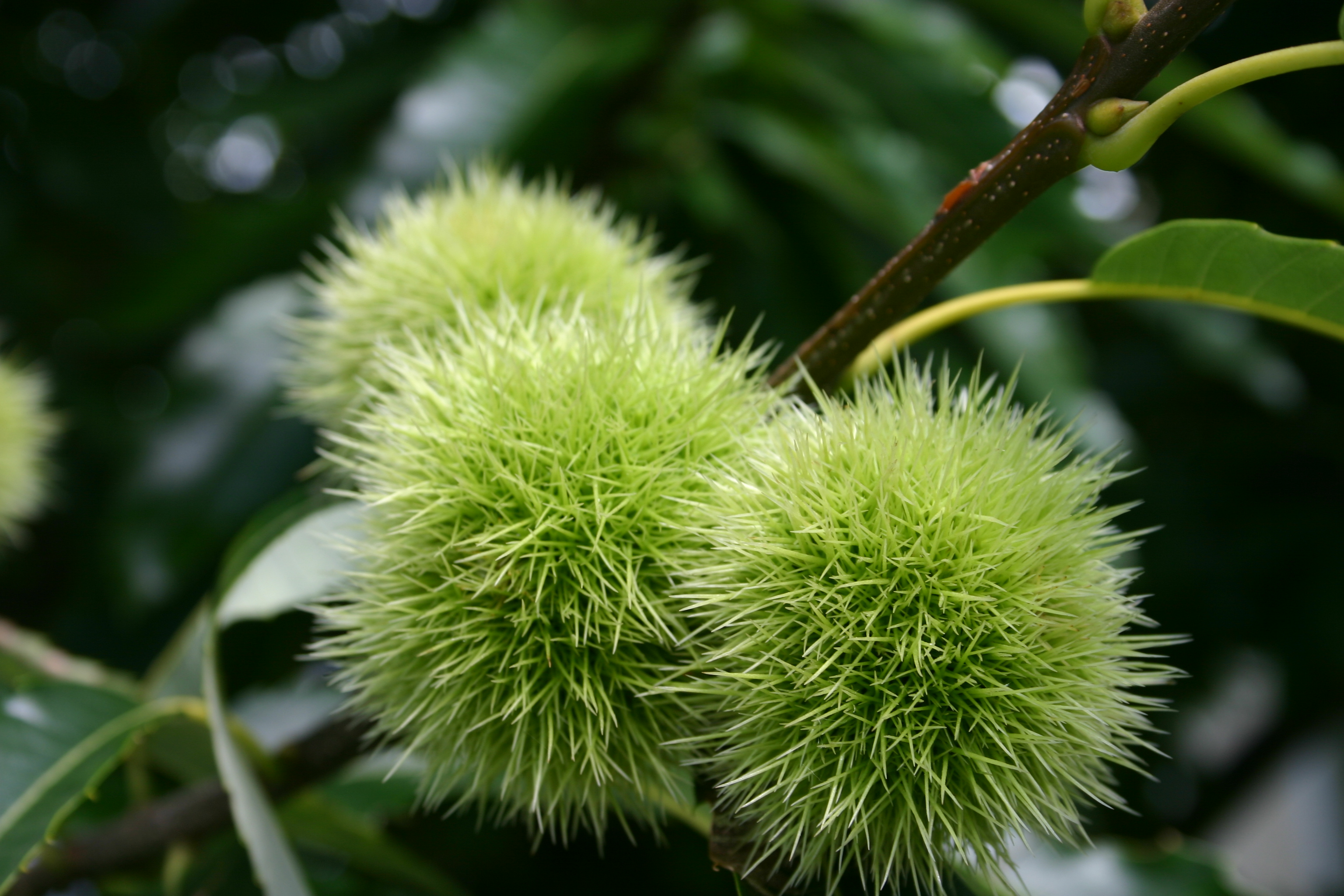
果實
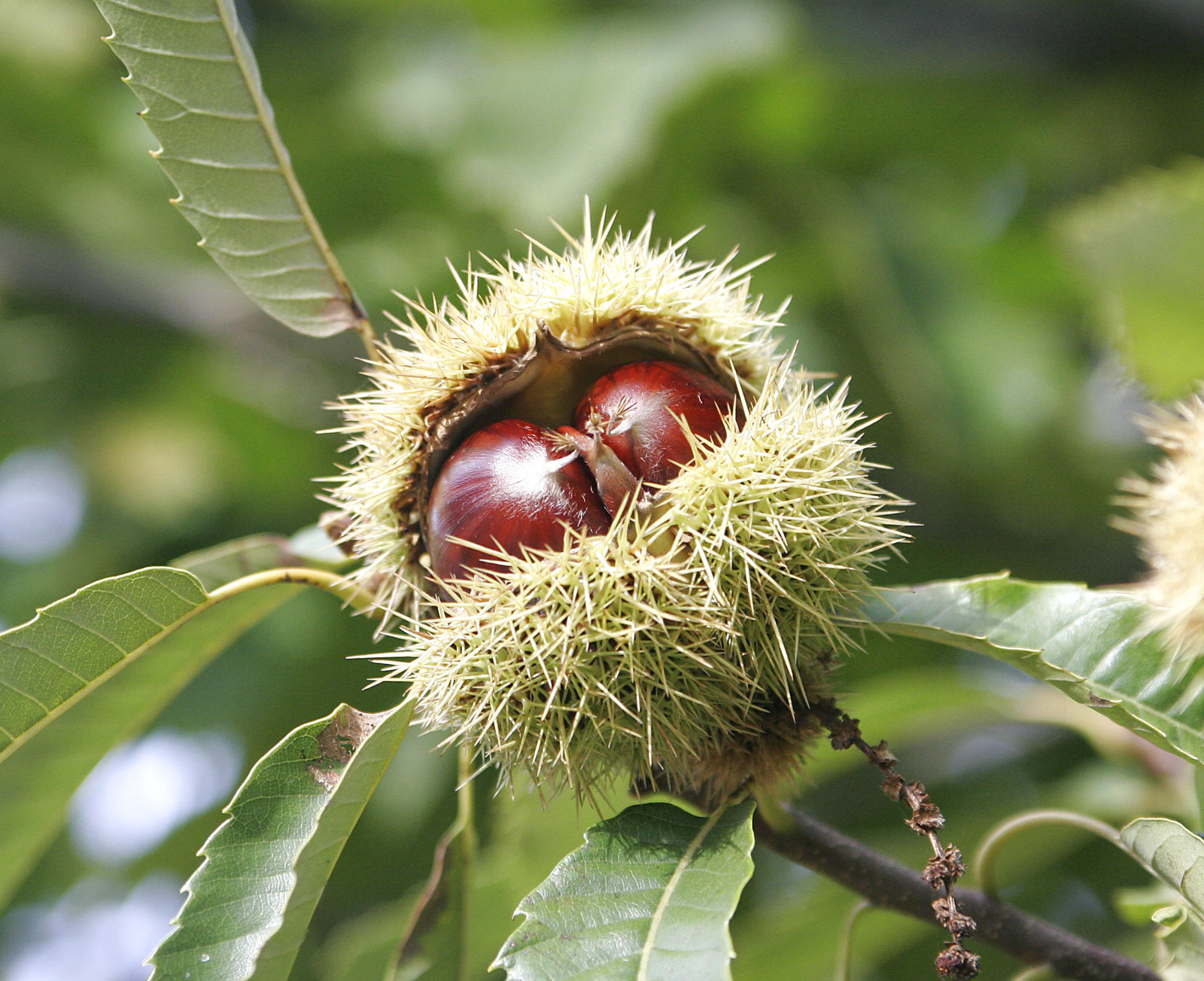
堅果
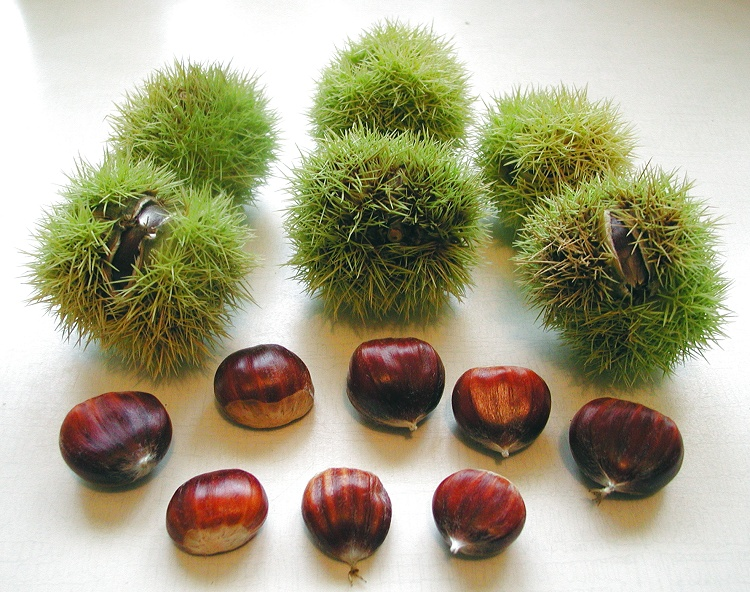
果實與堅果
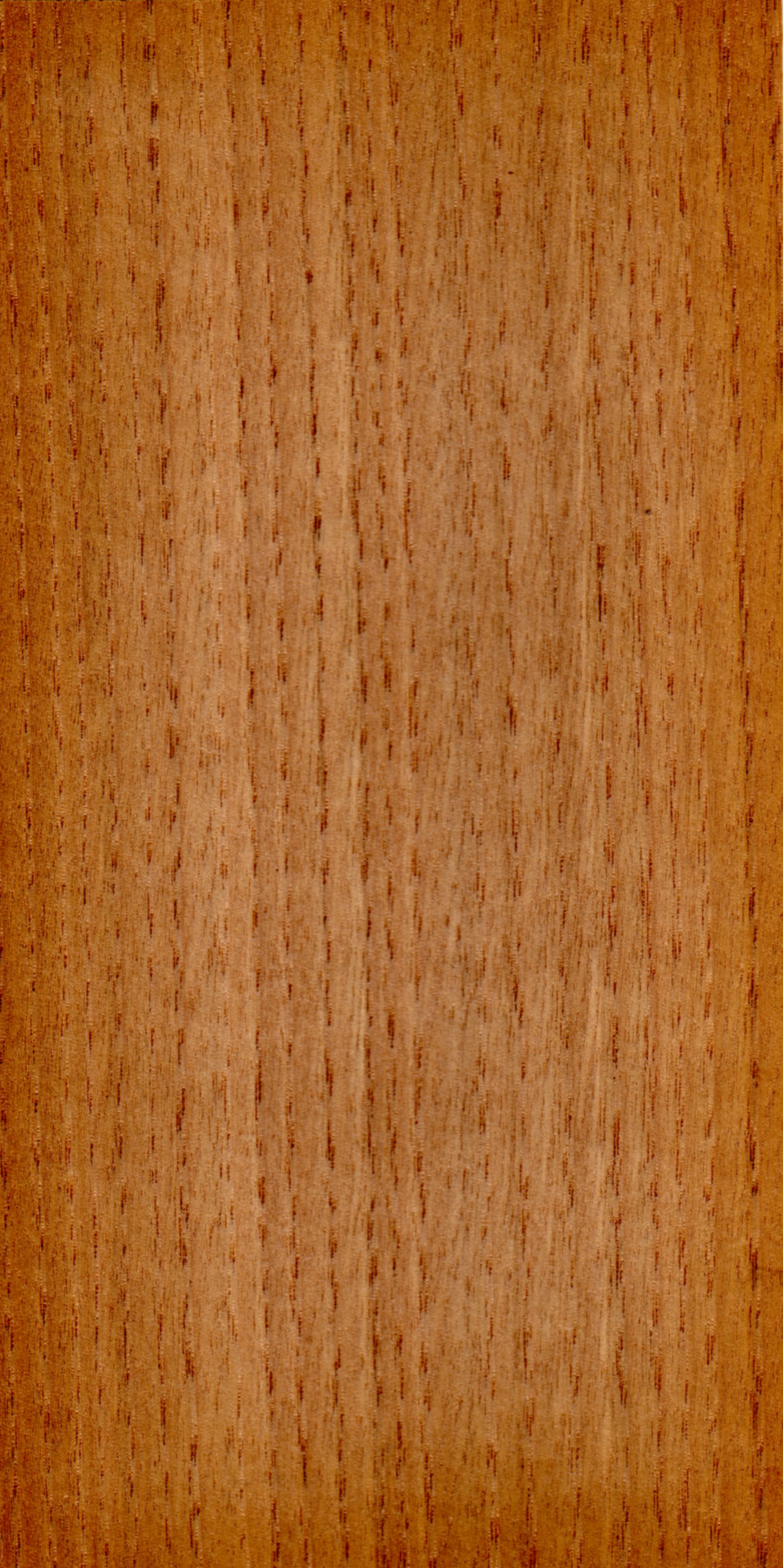
木材紋理
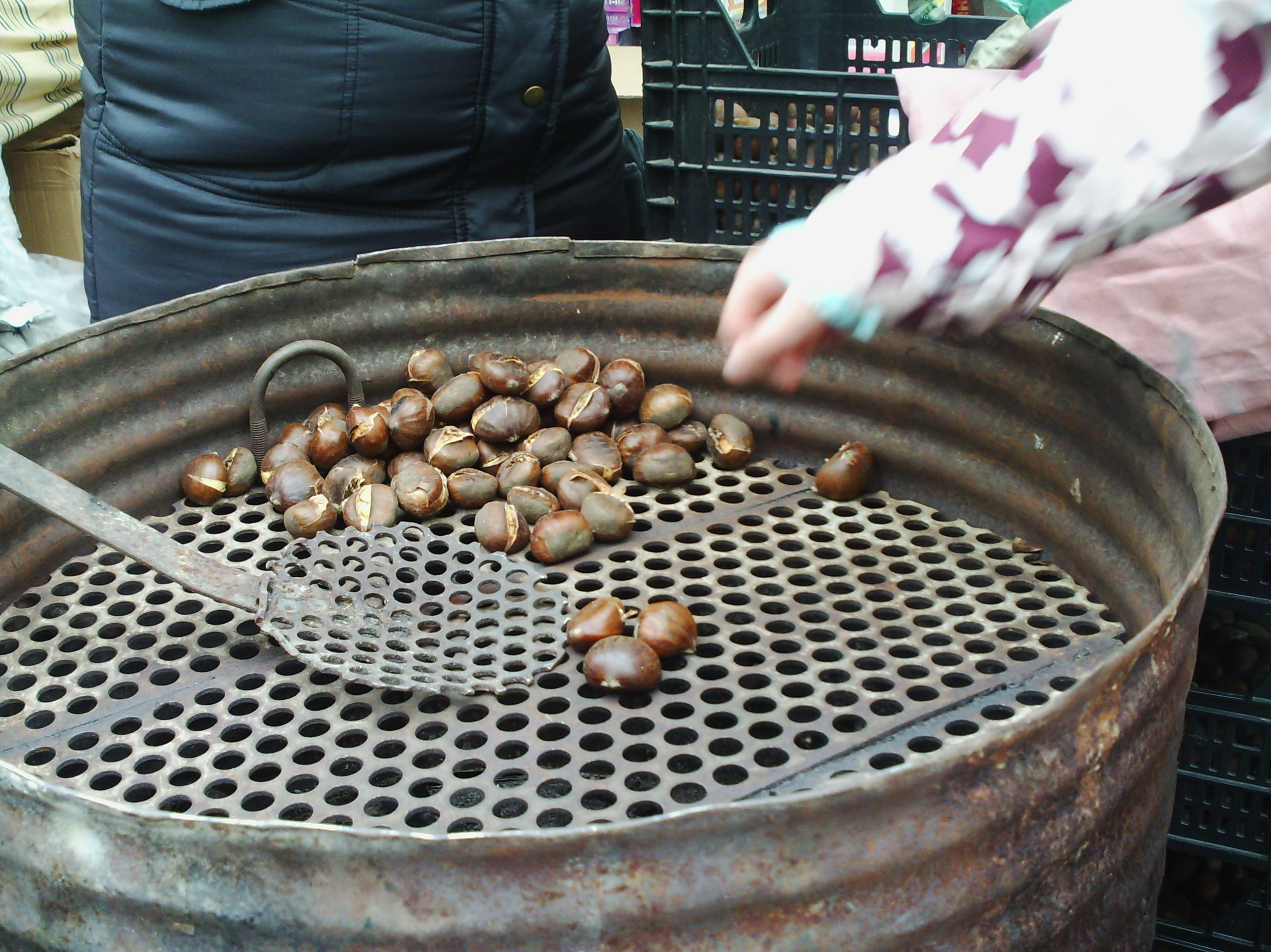
炒栗子

## 外部連結
- U.C. Davis, California: Castanea sativa in horticulture
- Plants for a Future database: Castanea sativa （页面存档备份，存于）